# Zompanico
Zompanico är en ort i Mexiko.   Den ligger i kommunen Hueytamalco och delstaten Puebla, i den sydöstra delen av landet, 200 km öster om huvudstaden Mexico City. Zompanico ligger 571 meter över havet och antalet invånare är 219.
Terrängen runt Zompanico är kuperad söderut, men norrut är den platt. Terrängen runt Zompanico sluttar norrut. Runt Zompanico är det ganska tätbefolkat, med 248 invånare per kvadratkilometer. Närmaste större samhälle är Tlapacoyan, 14,8 km öster om Zompanico. I omgivningarna runt Zompanico växer huvudsakligen savannskog.